# Smyčcové kvarteto
Smyčcové kvarteto je hudební soubor, který tvoří čtyři hráči na smyčcové nástroje. Obvyklé obsazení tradičního smyčcového kvarteta je 1. a 2. housle, viola a violoncello.
„Otcem“ tohoto žánru je rakouský skladatel období klasicismu Joseph Haydn. První smyčcové kvartety byly psány s důrazem na virtuositu hráče prvních houslí (zvaného též primárius), druhé housle a viola obstarávaly harmonickou výplň a violoncello basovou linku. Avšak s postupem času se stali všichni čtyři hráči kvarteta rovnocennými partnery, jak je tomu již v romantických dílech pro tento ansámbl. Dále do kvartetní literatury pronikaly nové hudební výrazy (např.: sul ponticello, col legno, sul tasto, con sordino), které podpořily barevnost kvartetních skladeb.
Skladba napsaná pro smyčcové kvarteto se nazývá smyčcový kvartet.

## Významná smyčcová kvarteta
- Česká kvarteta minulosti
  - České kvarteto
  - Smetanovo kvarteto

- Česká kvarteta současnosti
  - Appolon kvartet
  - Benewitzovo kvarteto
  - Doležalovo kvarteto
  - Graffovo kvarteto
  - Janáčkovo kvarteto
  - Kaprovo kvarteto
  - Kocianovo kvarteto
  - Kvarteto hl. m. Prahy
  - Kvarteto Martinů
  - Pavel Haas Quartet
  - Panochovo kvarteto
  - Stamicovo kvarteto
  - Škampovo kvarteto
  - Talichovo kvarteto
  - Vlachovo kvarteto
  - Wallingerovo kvarteto
  - Wihanovo kvarteto
  - Zemlinského kvarteto

- Pět nejvýznamnějších zahraničních[zdroj?]
  - Alban Berg Quartet
  - Borodin Quartet
  - Emerson String Quartet
  - Hagen Quartet
  - Kronos Quartet
  - Festeticsovo smyčcové kvarteto

## Díla pro smyčcové kvarteto
- Antonín Dvořák: 16 smyčcových kvartetů (nejznámější: Slovanský a Americký)
- Johannes Brahms: smyčcové kvartety
- Joseph Haydn: více než 80 smyčcových kvartetů
- Bedřich Smetana: 2 smyčcové kvartety
- Maurice Ravel: smyčcový kvartet F dur
- Claude Debussy: smyčcový kvartet g moll
- Wolfgang Amadeus Mozart: smyčcové kvartety
- Ludwig van Beethoven: smyčcové kvartety
- Béla Bartók: smyčcové kvartety
- Dmitrij Šostakovič: 16 smyčcových kvartetů
- Leoš Janáček: 2 smyčcové kvartety
- Vítězslav Novák: smyčcový kvartet D dur
- Bohuslav Martinů: 6 smyčcových kvartetů
- Philip Glass: smyčcové kvartety, Dracula